# Dallas-Fort Worth Film Critics Association Awards 2017
La 23ª edizione dei Dallas-Fort Worth Film Critics Association, annunciata il 13 dicembre 2017, ha premiato i migliori film usciti nel corso dell'anno.

## Vincitori
A seguire vengono indicati i vincitori, in grassetto.

### Miglior film
1. La forma dell'acqua - The Shape of Water (The Shape of Water), regia di Guillermo del Toro
2. The Post, regia di Steven Spielberg
3. Lady Bird, regia di Greta Gerwig
4. Chiamami col tuo nome (Call Me by Your Name), regia di Luca Guadagnino
5. Scappa - Get Out (Get Out), regia di Jordan Peele
6. Dunkirk, regia di Christopher Nolan
7. Tre manifesti a Ebbing, Missouri (Three Billboards Outside Ebbing, Missouri), regia di Martin McDonagh
8. Tonya (I, Tonya), regia di Craig Gillespie
9. Un sogno chiamato Florida (The Florida Project), regia di Sean Baker
10. L'ora più buia (Darkest Hour), regia di Joe Wright

### Miglior regista
1. Guillermo del Toro -  La forma dell'acqua - The Shape of Water (The Shape of Water)
2. Greta Gerwig -  Lady Bird
3. Christopher Nolan -  Dunkirk
4. Steven Spielberg -  The Post
5. Jordan Peele -  Scappa - Get Out (Get Out)

### Miglior attore
1. Gary Oldman -  L'ora più buia (Darkest Hour)
2. James Franco -  The Disaster Artist
3. Daniel Day-Lewis -  Il filo nascosto (Phantom Thread)
4. Timothée Chalamet -  Chiamami col tuo nome (Call Me by Your Name)
5. Tom Hanks -  The Post

### Miglior attrice
1. Sally Hawkins -   La forma dell'acqua - The Shape of Water (The Shape of Water)
2. Frances McDormand -  Tre manifesti a Ebbing, Missouri (Three Billboards Outside Ebbing, Missouri)
3. Margot Robbie -  Tonya (I, Tonya)
4. Saoirse Ronan -  Lady Bird
5. Meryl Streep -  The Post

### Miglior attore non protagonista
1. Sam Rockwell -  Tre manifesti a Ebbing, Missouri (Three Billboards Outside Ebbing, Missouri)
2. Willem Dafoe -  Un sogno chiamato Florida (The Florida Project)
3. Richard Jenkins -   La forma dell'acqua - The Shape of Water (The Shape of Water)
4. Armie Hammer -  Chiamami col tuo nome (Call Me by Your Name)
5. Woody Harrelson -  Tre manifesti a Ebbing, Missouri (Three Billboards Outside Ebbing, Missouri)

### Miglior attrice non protagonista
1. Allison Janney -  Tonya (I, Tonya)
2. Laurie Metcalf -  Lady Bird
3. Mary J. Blige -  Mudbound
4. Holly Hunter -  The Big Sick - Il matrimonio si può evitare... l'amore no (The Big Sick)
5. Octavia Spencer -   La forma dell'acqua - The Shape of Water (The Shape of Water)

### Miglior film straniero
1. The Square, regia di Ruben Östlund
2. Thelma, regia di Joachim Trier
3. 120 battiti al minuto (120 battements par minute), regia di Robin Campillo
4. Per primo hanno ucciso mio padre (First They Killed My Father), regia di Angelina Jolie
5. Oltre la notte (Aus dem Nichts), regia di Fatih Akın

### Miglior documentario
1. City of Ghosts, regia di Matthew Heineman
2. Jane, regia di Brett Morgen
3. Una scomoda verità 2 (An Inconvenient Sequel: Truth to Power), regia di Jon Shenk e Bonni Cohen
4. Ex Libris: The New York Public Library, regia di Frederick Wiseman
5. Last Man in Aleppo (آخر الرجال في حلب), regia di Firas Fayyad

### Miglior film d'animazione
1. Coco, regia di Lee Unkrich e Adrian Molina
2. Loving Vincent (lett. "Con affetto, Vincent"), regia di Dorota Kobiela e Hugh Welchman

### Miglior fotografia
1. Dan Laustsen -  La forma dell'acqua - The Shape of Water (The Shape of Water)
2. Roger Deakins -  Blade Runner 2049

### Miglior sceneggiatura
1. Greta Gerwig -  Lady Bird
2. Guillermo del Toro e Vanessa Taylor -  La forma dell'acqua - The Shape of Water (The Shape of Water)

### Miglior colonna sonora
1. Alexandre Desplat -  La forma dell'acqua - The Shape of Water (The Shape of Water)
2. Hans Zimmer -  Dunkirk

### Russell Smith Award
- Un sogno chiamato Florida (The Florida Project) per il miglior film indipendente a basso budget